# Урия, Франсиско Хавьер
Франсиско Хавьер Альварес Урия (исп. Francisco Javier Álvarez Uría; род. 1 февраля 1950, Хихон, Овьедо) — испанский футболист, игравший на позиции левого защитника. Известен по выступлениям за «Реал Овьедо» и хихонский «Спортинг».

## Клубная карьера
Профессиональную карьеру начал в 1968 году в «Реал Овьедо». В сезоне 1971/72 клуб получил повышение в Ла Лигу. В следующем сезоне клуб вылетел обратно, но Урия подписал контракт с мадридским «Реалом». Помог столичному клубу дважды подряд стать национальным чемпионом.
В 1977 году перешёл в хихонский «Спортинг». За пять сезонов в составе «красно-белых», клуб трижды финишировал в первой пятёрке и четыре раза участвовал в Кубке УЕФА. Завершил карьеру, в возрасте 34 года, в составе «Овьедо», который в то время выступал во втором дивизионе.
В 1977 году, в возрасте 27 лет, Урия перебрался в соседний с Овьедо Спортинг де Хихон, регулярно начинающий во время его периода, когда они трижды попадали в пятерку лучших и четыре раза участвовали в Кубке УЕФА. Он ушел на пенсию в 34 года, проиграв год за свой первый клуб, теперь во втором дивизионе. 

## Карьера за сборную
Дебют за национальную сборную Испании состоялся 21 октября 1973 года в матче квалификации на чемпионат мира 1974 против сборной Югославии (0:0). Был включен в составы на чемпионат мира 1978 года в Аргентине и на чемпионат Европы 1980 года в Италии. Всего Урия сыграл 14 матчей за сборную.

## Достижения

### «Реал Мадрид»
- Чемпион Испании: 1974/75, 1975/76
- Обладатель Кубка Испании: 1974/75